# Manifestazioni culturali in Umbria
Manifestazioni teatrali e musicali hanno un grande spessore nell'ambito della cultura dell'Umbria. Alcune risalenti ai primi del Novecento, altre più recenti, hanno la capacità di attrarre numerosi turisti provenienti da tutto il mondo.

## Festival dei Due Mondi
Il Festival dei Due Mondi è una manifestazione di rilevanza mondiale  (soprattutto negli anni sessanta, settanta ed ottanta) tra le più longeve in Europa (giunta nel 2007 alla cinquantesima edizione) e che ha ispirato molte altre manifestazioni analoghe non solo in Umbria ma anche nel resto d'Italia. Si tiene a Spoleto nel periodo tra l'ultima settimana di giugno e le prime due di luglio. Fu istituito nel 1958 da Giancarlo Menotti che scelse Spoleto, per la sua intatta struttura medioevale e per la presenza dei due teatri (Teatro Nuovo e Teatro Caio Melisso), per creare un momento di incontro e di scambio tra la cultura italiana, americana ed europea. All'inizio era più orientata alla scoperta di nuovi talenti, mentre oggi tende a proporre spettacoli di grande successo che spaziano dalla prosa al teatro, dalla danza ai concerti, dalle mostre alle proiezioni di film. Il "Festival dei due mondi" è, inoltre da sempre gemellato con quelli di Charleston (USA) e Melbourne (Australia), città con le quali esiste un fitto interscambio di spettacoli.

## Umbria Jazz
Istituita nel 1973, Umbria Jazz è una delle più importanti manifestazioni jazzistiche a livello mondiale, a cui hanno partecipato i più celebri musicisti del settore. Nei dieci giorni di luglio in cui si svolge la manifestazione, Perugia si trasforma in una vera cittadella musicale, luogo d'incontro per migliaia di persone provenienti da tutto il mondo. Oltre i concerti, il festival comprende un seminario di due settimane diretto dagli insegnanti della prestigiosa Berklee di Boston (USA) e mostre mercato di dischi, libri e film riguardanti il jazz.

## Manifestazioni valentiniane
Si svolgono a Terni nelle due settimane a cavallo della festa patronale di san Valentino, che cade il 14 febbraio. Questa manifestazione, la cui prima edizione ha visto la luce nel 1989, è nata con lo scopo di attribuire un particolare riconoscimento a quelle persone, enti ed associazioni che operano, ed hanno operato, con atti di solidarietà, pace ed amore. Nelle passate edizioni il Premio San Valentino è stato assegnato a personaggi come Peter Ustinof (ambasciatore dell'Unicef) e Madre Teresa di Calcutta (1989), padre Bruno Hassar (fondatore della Comunità "Oasi di pace", dove convivono ebrei, cristiani e musulmani - 1993), Michail Gorbačëv (2001), Giovanni Paolo II (2006), solo per citarne alcuni. In questo periodo Terni ospita altre numerose iniziative, tra le quali una prestigiosa mostra di arte orafa, denominata San Valentino d'oro.
Importante manifestazione, istituita nel 1969 da Agostino Pensa è il “Premio Internazionale San Valentino d'Oro” rivolto a forme ‘d'amore non comuni'. Un riconoscimento da assegnare a quelle persone che con il proprio impegno sociale o lavorativo, hanno trasmesso un messaggio d'amore al mondo intero. Il “Comitato per la Premiazione di un Messaggio d'Amore”, assegna il Premio a personalità che si sono contraddistinte per la loro professionalità, sensibilità e impegno nel campo dell'arte, della cultura, della medicina, della scienza, dello sport, dello spettacolo, del sociale e dell'industria.
In oltre quarant'anni sono state insignite tantissime personalità e con la loro presenza hanno dato lustro alla città di Terni, tanto che, nell'edizione del 2000, Agostino Pensa ha detto: “Abbiamo premiato mille grandi”. 
È stato, inoltre, consegnato, durante il Giubileo (21 giugno 2000) dal fondatore Agostino Pensa, il “Premio San Valentino d'Oro” a Sua Santità Papa Giovanni Paolo II nelle sue mani.

## Humorfest
Nata a Foligno nel 1959, vi si svolge annualmente (tra i mesi di aprile e settembre) dagli anni settanta ed è una manifestazione internazionale, con premi, imperniata sulla grafica umoristica. Attualmente la giuria è presieduta da Enrico Vaime, e composta da
Simona Marchini, Giuliano Rossetti, Sergio Staino, Alvise Cecconelli, Massimo Boni.

## Festival delle Nazioni
Nato da un'iniziativa quasi privata a Città di Castello, il Festival delle Nazioni, nel corso degli anni, è cresciuto di interesse e di importanza. Ogni anno, nel periodo tra fine agosto e i primi di settembre, ospita una nazione europea di nobili tradizioni musicali che propone, con raffinate esecuzioni, il meglio della sua produzione musicale inerente musica da camera. Fanno cornice alla manifestazione mostre di arte visiva, balletti e rappresentazioni teatrali. Al festival sono collegati corsi di perfezionamento musicale frequentati da giovani talenti provenienti da tutta Europa.

## Segni Barocchi Festival
Il Segni Barocchi Festival si svolge dal 1981 a Foligno nel mese di settembre; è una manifestazione che comprende spettacoli musicali, teatrali, cinematografici, mostre e qualsiasi altra forma artistica che rispecchi in qualche modo l'epoca barocca.

## Sagra musicale umbra
Si svolge a Perugia nella seconda quindicina di settembre. Istituita nel 1937, la Sagra musicale umbra è uno dei più prestigiosi ed importanti avvenimenti culturali umbri che coinvolge, oltre al capoluogo, altri centri della regione. La Sagra ha il merito di aver promosso in Italia la conoscenza della musica sacra e della musica del Novecento e durante la manifestazione, che comprende musica da camera, vocale, sinfonica, operistica e classica, vengono presentate sia opere prime che nuove interpretazioni musicali. Direttori d'orchestra come Herbert von Karajan e Riccardo Muti sono stati ospiti di questa importante manifestazione che ha presentato in prima esecuzione opere dei più grandi compositori del Novecento (Hindemith, Penderecki, Gorecki, Glass, Brouwer, Morricone, ecc.).

## I Primi d'Italia
Festival nazionale dei primi piatti che si svolge a Foligno alla fine di settembre dal 1999. Il festival ha oramai assunto notorietà e valenza internazionali.

## Festival Internazionale di Claviorgano
Manifestazione musicale monostrumentale che si svolge annualmente dal 2003 a Foligno, nella seconda metà di ottobre. È la prima, ed al momento unica, manifestazione in assoluto dedicata al claviorgano, ha rilievo internazionale considerata anche la rarità dello strumento.

## Mercato delle Gaite
l Mercato delle Gaite trae ispirazione dall'antica divisione di Bevagna (un comune di poco più di 5 000 abitanti della provincia di Perugia. È inserita tra i Borghi più belli d'Italia)  in quattro quartieri denominati Gaite su cui si basava l'organizzazione amministrativa della città in epoca medievale Lo scopo della manifestazione è quello di ricostruire con la maggiore attinenza storica e dovizia di particolari la vita quotidiana degli abitanti di Bevagna nel periodo compreso tra il 1250 e 1350. A tal scopo, fin dal 1983 un gruppo di studiosi esamina accuratamente lo Statuto cinquecentesco del Comune di Bevagna da cui sono tratte le informazioni necessarie alla ricostruzione storica della vita politica, amministrativa, economica e sociale. Per dieci giorni, quindi, alla fine di giugno Bevagna fa un tuffo, in questo remoto passato: le antiche botteghe dei mestieri medievali riaprono i loro battenti e riprendono le attività e le strade si popolano di bevanati che in abiti d'epoca vivono la quotidianità dei loro avi mangiando, lavorando, giocando proprio come loro.